# Príncipe Morikuni
El Príncipe Morikuni (守邦親王 Morikuni Shinnō?, 1301 - 1333) fue el noveno y último shōgun del shogunato Kamakura de Japón; gobernó entre el 19 de junio de 1308 hasta el 25 de septiembre de 1333.
Fue hijo del octavo shogun, el Príncipe Hisaaki y nieto del Emperador Go-Fukakusa. También actuó de gobernante títere. Después del colapso del shogunato se convirtió en un monje budista y murió poco después.
| Predecesor: Príncipe Hisaaki | Shogun Kamakura 1308-1333 | Sucesor: Príncipe Moriyoshi (Restauración Kenmu) |

- Datos: Q552852